# Александровская роща
Соловьиная роща, также Александровская роща, Вересаевский парк, Александровский лесопитомник — территория с насаждениями деревьев, которая расположена в городе Ростове-на-Дону.

## Описание
Соловьиная роща располагается вблизи Александровки — части Пролетарского района города. В 1970-х годах территория Соловьиной рощи была засажена пионами и елями. В начале 2013 года появилась информация о том, что на месте рощи должны создать новый парк. Белки — один из представителей фауны, они достаточно распространены в этой местности.
Зеленые насаждения парка занимают площадь в размере 54 гектар. После проведения строительных работ территория рощи должна сократиться до 18 гектар, против чего выступили жители района, и именно эти 18 гектаров в официальных документах значатся как Александровская роща, тогда как весь участок в размере 54 гектар называется Александровским лесопитомником.